# Vicente Orti Muñoz

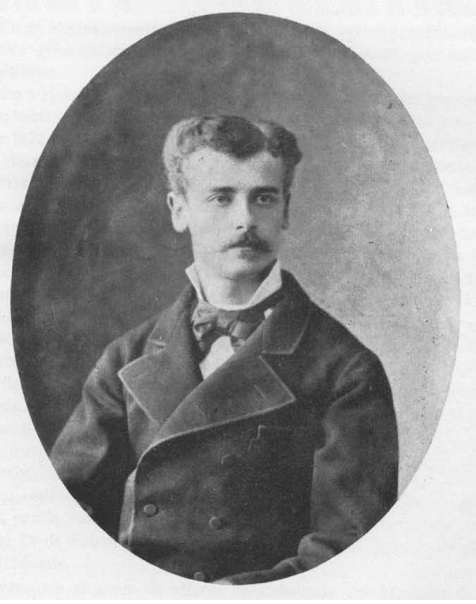
Vicente Orti y Muñoz

Vicente Orti Muñoz (Andújar, 14 de enero de 1857-Córdoba, 8 de octubre de 1919) fue un médico español.

## Biografía
Era hijo del médico Vicente Orti y Lara y sobrino del pensador católico Juan Manuel Orti y Lara. Pasó su infancia en Marmolejo (Jaén) y cursó sus estudios secundarios en Córdoba. Al estallar la tercera guerra carlista en 1872 marchó con su padre y su hermano Miguel Ángel al norte, para incorporarse a las filas de Don Carlos. Miguel Á. caería muerto durante la retirada de Vitoria. 
Durante la guerra fue ayudante de los generales López de Caracuel y Ceballos. Fue nombrado capitán de la compañía de telégrafos ópticos y asistió a las batallas de Montejurra y de Somorrostro. Como oficial del quinto batallón de Infantería de Guipúzcoa participó en las líneas y acciones de Carrascal, Estella, Puente la Reina, Mañeru y Obanos, entre otras. Fue condecorado con las cruces de Montejurra, de la Orden de Isabel la Católica y de la Lealtad.
En 1880 se licenció en Medicina por la Universidad Central de Madrid y fue ayudante del doctor Juan Creus. Tras doctorarse, regresó a Córdoba en 1883, donde ejerció su profesión. Perteneció a la Sociedad Médico-Farmacéutica de Córdoba y practicó diferentes ramas de la medicina, destacándose en la extirpación de tumores.
El 1 de enero de 1888 se casó con Dolores Belmonte Müller, con quien tuvo seis hijos: Vicente, Manuel, Miguel Ángel, Concepción, Dolores y Angelina. Uno de sus nietos, Vicente Orti Molinello, fue falangista y cayó muerto mientras mandaba una compañía de Carros de Combate en la Batalla de Teruel (1938), con tan sólo 17 años.